# Liste de Floridiens
La Floride est le berceau de nombreuses personnalités américaines. En tant que foyer d’immigration, elle compte également de nombreux habitants célèbres du monde latino-américain. Son climat et ses plages attirent des hommes et des femmes venus d’autres régions des États-Unis. Beaucoup d’entre eux viennent y passer leur retraite ou prendre des vacances.

## Explorateurs, pionniers, militaires
| Nom                           | Notabilité                                                                | Rapport à la Floride  |
| ----------------------------- | ------------------------------------------------------------------------- | --------------------- |
| Chester R. Bender (1914-1996) | Premier Floridien à sortir diplômé de l’United States Coast Guard Academy | Jeunesse à Plant City |
| Roy Geiger (1885-1947)        | Général du Corps des Marines pendant la Seconde Guerre mondiale           | Né à Middleburg       |
| Joseph Kittinger (1928-)      | Pionnier de l’aviation et de l’espace                                     | Né à Tampa            |
| John Watts Young (1930-)      | Astronaute de la NASA                                                     | Jeunesse à Orlando    |

## Cinéma et télévision
| Nom                           | Notabilité                                         | Rapport à la Floride                    |
| ----------------------------- | -------------------------------------------------- | --------------------------------------- |
| Wayne Brady (1972-)           | Comédien et personnalité de la télévision          | Né à Orlando                            |
| Delta Burke (1956-)           | Actrice de télévision                              | Née à Orlando                           |
| Tom Byrd (1960-)              | Acteur de télévision (NBC dans la série Boone)     | Né aux Philippines; jeunesse en Floride |
| Diana Canova (1953-)          | Actrice                                            | Née à West Palm Beach                   |
| Conlan Carter (1934-)         | Acteur (Combat ! et The Law and Mr. Jones sur ABC) | Né en Arkansas ; a résidé à Naples      |
| Mark Consuelos (1970-)        | Acteur de télévision                               | Jeunesse à Tampa                        |
| Merian C. Cooper (1893-1973)  | Réalisateur et producteur                          | Né à Jacksonville                       |
| Brittany Daniel (1976-)       | Actrice                                            | Née à Gainesville                       |
| Greg Davis Jr. (1984-)        | Acteur de télévision                               | Né à Orlando                            |
| Faye Dunaway (1941-)          | Actrice                                            | Né à Bascom                             |
| Alex Fernandez (1967-)        | Acteur                                             | Né à Miami                              |
| Stepin Fetchit (1902-1985)    | Acteur                                             | Né à Key West                           |
| Robert Gant (1968-)           | Acteur de télévision                               | Né à Tampa                              |
| Darrell Hammond (1955-)       | Comédien sur l’émission Saturday Night Live        | Né à Melbourne                          |
| Wanda Hendrix (1928-1981)     | Actrice                                            | Née à Jacksonville                      |
| Catherine Hickland (1956-)    | Actrice de télévision                              | Née à Fort Lauderdale                   |
| Cheryl Hines (1965-)          | Actrice de télévision                              | Née à Miami Beach                       |
| Crystal Hunt (1985-)          | Actrice de télévision                              | Née à Clearwater                        |
| Jonathan Jackson (1982-)      | Acteur                                             | Né à Orlando                            |
| Catherine Keener (1960-)      | Actrice                                            | Née à Miami                             |
| Chris Marquette (1984-)       | Acteur                                             | Né à Stuart                             |
| DeLane Matthews (1961-)       | Actrice                                            | Né à Rockledge                          |
| Butterfly McQueen (1911-1995) | Actrice de télévision et de cinéma                 | Né à Tampa                              |
| Jessica Morris (1980-)        | Actrice de télévision                              | Née à Jacksonville                      |
| Summer Phoenix (1978-)        | Actrice et mannequin                               | Né à Winter Park                        |
| Danny Pino (1974-)            | Acteur                                             | Né et passé sa jeunesse à Miami         |
| Sidney Poitier (1927-)        | Acteur                                             | Né à Miami                              |
| Bob Ross (1942-1995)          | Artiste et présentateur de télévision              | Né à Daytona Beach                      |
| Wesley Snipes (1962-)         | Acteur et producteur                               | Né à Orlando                            |
| Kirsten Storms (1984-)        | Actrice de télévision                              | Née à Orlando                           |
| Ben Vereen (1946-)            | Acteur, danseur et chanteur                        | Né à Miami                              |
| Bob Vila (1946-)              | Personnalité de la télévision                      | Né à Miami                              |

## Politique
| Nom                          | Notabilité                                                              | Rapport à la Floride  |
| ---------------------------- | ----------------------------------------------------------------------- | --------------------- |
| Alan Stephenson Boyd (1922-) | Premier Secrétaire des Transports des États-Unis                        | Né à Jacksonville     |
| Corrine Brown (1946-)        | Membre du Congrès américain                                             | Née à Jacksonville    |
| Lawton Chiles (1930-1998)    | Ancien gouverneur de Floride                                            | Né à Lakeland         |
| Jim Davis (en) (1957-)       | Membre du Congrès de Floride et ancient candidat au poste de gouverneur | Né à Tampa            |
| John Delaney (1956-)         | Ancien maire de Jacksonville                                            | Résida à Jacksonville |
| Buddy Dyer                   | Maire d’Orlando                                                         | Né à Orlando          |
| Mark Foley (1954-)           | Ancien membre du Congrès                                                | Jeunesse à Lake Worth |
| Bob Graham (1936-)           | Ancien sénateur et gouverneur de Floride                                | Né à Miami            |
| Katherine Harris (1957-)     | Membre du Congrès                                                       | Né à Key West         |
| Bob Martinez (1934-)         | Ancien gouverneur de Floride                                            | Né à Tampa            |
| Bill McCollum (en) (1944-)   | Ancien membre du Congrès et Procureur général de Floride                | Né à Brooksville      |
| Bill Nelson (1942-)          | Sénateur                                                                | Né à Miami            |
| Alex Penelas (1961-)         | Ancien maire de Miami                                                   | a vécu à Miami        |
| Janet Reno (1938-)           | Ancien Procureur Général des États-Unis                                 | Né à Miami            |

## Littérature
| Nom                              | Notabilité                                           | Rapport à la Floride       |
| -------------------------------- | ---------------------------------------------------- | -------------------------- |
| Dave Barry (1947-)               | Auteur et journaliste                                | Vit et écrit à Miami       |
| Pat Frank (1907-1964)            | Auteur connu pour Alas, Babylon                      | A vécu à Tangerine         |
| Carl Hiaasen (1953-)             | Journaliste et romancier                             | Né à Plantation            |
| Zora Neale Hurston (1891-1960)   | Auteur de la Renaissance de Harlem                   | Jeunesse à Eatonville      |
| James Weldon Johnson (1871-1938) | Écrivain, poète et militant pour les droits civiques | Né à Jacksonville          |
| Ernest Hemingway (1899-1961)     | Romancier, journaliste                               | A vécu et écrit à Key West |
| Lillian Smith (1897-1966)        | Auteur                                               | Née à Jasper               |

## Musique
| Nom                                 | Notabilité                                                  | Rapport à la Floride       |
| ----------------------------------- | ----------------------------------------------------------- | -------------------------- |
| George Acosta                       | DJ                                                          | Né à Miami                 |
| Adassa (1987-)                      | Chanteuse de reggaeton                                      | Née à Miami                |
| Mason "Mase" Betha (1977-)          | Rappeur                                                     | Né à Jacksonville          |
| Gary U.S. Bonds (1939-)             | Chanteur et parolier                                        | Né à Jacksonville          |
| Pat Boone (1934-)                   | Chanteur de rock 'n' roll dans les années 1950              | Né à Jacksonville          |
| Jo Ann Campbell (1938-)             | Chanteur de pop                                             | Né à Jacksonville          |
| Luther Campbell (1960-)             | Rappeur                                                     | Né à Miami                 |
| Khia Chambers (1970-)               | Rappeur                                                     | Jeunesse à Tampa           |
| Carter Cornelius (1948-1991)        | Chanteur de R&B, leader de Cornelius Brothers & Sister Rose | Né à Dania Beach           |
| Billy Daniels (1915-1988)           | Chanteur et acteur                                          | Né à Jacksonville          |
| Tramar "Flo Rida" Dillard (1979-)   | Rappeur                                                     | Né à Opa-Locka             |
| Fred Durst (1970-)                  | chanteur du groupe Limp Bizkit                              | Né à Jacksonville          |
| Greg Eklund (1970-)                 | Drummer pour Everclear                                      | Né à Jacksonville          |
| Gloria Estefan (1957-)              | chanteuse                                                   | Jeunesse à Miami           |
| Brooke Hogan (1988-)                | Chanteur et rappeur                                         | Naissance/Jeunesse à Tampa |
| J. Rosamond Johnson (1873-1954)     | Compositeur et chanteur pendant la Renaissance de Harlem    | Né à Jacksonville          |
| Frances Langford (1913-2005)        | Chanteuse et star de la radio                               | Née à Lakeland             |
| James McDonough (1970-)             | Guitariste                                                  | Né à Jacksonville          |
| Raul Malo (1965-)                   | Chanteur de country, compositeur                            | Né à Miami                 |
| A. J. McLean (1978-)                | Chanteur                                                    | Né à West Palm Beach       |
| Mandy Moore (1984-)                 | Chanteuse et actrice                                        | Jeunesse et vit à Orlando  |
| Jim Morrison (1943-1971)            | Chanteur, compositeur et poète                              | Né à Melbourne             |
| Faheem "T-Pain" Najim (1985-)       | Rappeur                                                     | Né à Tallahassee           |
| Jacki-O (198?-)                     | Rappeur                                                     | Né à Miami                 |
| Armando "Pitbull" Pérez (1981-)     | Rappeur                                                     | Né à Miami                 |
| Tom Petty (1950-)                   | Musicien                                                    | Né à Gainesville           |
| Rick Ross (1977-)                   | Rappeur                                                     | Né à Carol City            |
| Markus Schulz                       | DJ                                                          | Réside à Miami             |
| Verick "Smitty" Smith (1982-)       | Rappeur                                                     | Né à Miami                 |
| Scott Stapp (1973-)                 | Chanteur et compositeur                                     | Né à Orlando               |
| Trina (1978-)                       | Rappeuse                                                    | Née à Miami                |
| Johnny Tillotson (1939-)            | Chanteur et compositeur                                     | Né à Jacksonville          |
| Claude "Butch" Trucks (1947-)       | Bateur The Allman Brothers Band                             | Né à Jacksonville          |
| Donnie Van Zant (1952-)             | Chanteur de 38 Special                                      | Né à Jacksonville          |
| Ronnie Van Zant (1948-1977)         | chanteur de Lynyrd Skynyrd                                  | Né à Jacksonville          |
| Scooter Ward (1970-)                | chanteur de Cold                                            | Né à Jacksonville          |
| Danielle White (1992-)              | Chanteur                                                    | Jeunesse à Bradenton       |
| Maurice "Trick Daddy" Young (1975-) | Rappeur                                                     | Né à Miami                 |

## Science et technologie
| Nom                             | Notabilité                                    | Rapport à la Floride                                |
| ------------------------------- | --------------------------------------------- | --------------------------------------------------- |
| Philip Don Estridge (1937-1985) | Mena le développement d’IBM Personal Computer | Né à Jacksonville; A vécu et travaillé à Boca Raton |
| John Wheeler (1911-)            | Physicien                                     | Né à Jacksonville                                   |

## Sports
| Nom                               | Notabilité                               | Rapport à la Floride                  |
| --------------------------------- | ---------------------------------------- | ------------------------------------- |
| Chucky Atkins (1974-)             | Joueur de basket                         | Né à Orlando                          |
| Wade Boggs (1958-)                | Joueur de baseball                       | Vit à Tampa                           |
| Steve Carlton (1944-)             | Baseball                                 | Né à Miami                            |
| Vince Carter (1977-)              | Joueur de basketball                     | Né à Daytona Beach                    |
| John Chaney (1932-)               | Entraîneur de basket                     | Né à Jacksonville                     |
| Laveranues Coles (1977-)          | Joueur de football américain             | Né à Jacksonville                     |
| Daunte Culpepper (1977-)          | Joueur de football américain             | Né à Ocala                            |
| Keyon Dooling (1980-)             | Joueur de basketball                     | Né à Fort Lauderdale                  |
| David Duval (1971-)               | Golfeur professionnel                    | Né à Jacksonville                     |
| Dwight Gooden (1964-)             | Baseball                                 | Né à Tampa                            |
| Udonis Haslem (1980-)             | Joueur de basketball                     | Né à Miami                            |
| Bob Hayes (1942-2002)             | Joueur de football américain             | Né à Jacksonville                     |
| Hulk Hogan (1953-)                |                                          | Grandit à Tampa                       |
| Michael Irvin (1966-)             | Joueur de football américain             | Né à Fort Lauderdale                  |
| Dwayne "The Rock" Johnson (1972-) | Acteur                                   | Vit à Miami                           |
| Chipper Jones (1972-)             | Joueur de baseball                       | Né à DeLand                           |
| Roy Jones Jr. (1969-)             | Ancien champion de boxe                  | Né à Pensacola                        |
| Ray Lewis (1975-)                 | Joueur de football américain             | Né à Bartow                           |
| Tino Martinez (1967-)             | Joueur de baseball                       | Né à Tampa                            |
| Mark McCumber (1951-)             | Golfeur professionnel                    | Né à Jacksonville                     |
| Willis McGahee (1981-)            | Joueur de football américain             | Né à Miami                            |
| Tracy McGrady (1979-)             | Joueur de basketball                     | Né à Bartow                           |
| Santana Moss (1979-)              | Joueur de football américain             | Né à Miami                            |
| Chad Johnson (1978-)              | Joueur de football américain             | Né à Miami                            |
| Tim Raines (1959-)                | Joueur de baseball                       | Né à Sanford                          |
| Warren Sapp (1972-)               | Joueur de football américain             | Né à Orlando                          |
| Lito Sheppard (1981-)             | Joueur de football américain             | Né à Jacksonville                     |
| Emmitt Smith (1969-)              | Joueur de football américain             | Né à Pensacola                        |
| Chris Snelling (1981-)            | Joueur de baseball                       | Né à North Miami                      |
| Steve Spurrier (1945-)            | Joueur de football américain, entraîneur | Né à Miami Beach                      |
| Din Thomas (1976-)                | UFC Fighter                              | Vit et s’entraîne à Port Sainte-Lucie |
| LeeRoy Yarbrough (1938-1984)      | Course automobile                        | Né à Jacksonville                     |
| Michelle McCool (1980-)           | WWE Diva                                 | Née et vit à Palatka                  |

## Autres
| Nom                               | Notabilité                        | Rapport à la Floride           |
| --------------------------------- | --------------------------------- | ------------------------------ |
| Carrot Top (1965-)                | Comédien                          | Né à Cocoa Beach               |
| Janice Dickinson (1955-)          | Mannequin                         | Jeunesse à Hollywood           |
| Tiffany Fallon (1974-)            | Playmate de l’année 2005          | Née à Fort Lauderdale          |
| Abraham Lincoln Lewis (1865-1947) | Homme d’affaires                  | Né à Madison                   |
| Charles E. Merrill (1885-1956)    | Fondateur de Merrill Lynch        | Né à Green Cove Springs        |
| Kara Monaco (1983-)               | Playmate de l’année 2006          | Née à Lakeland                 |
| Carolyn Murphy (1973-)            | Mannequin                         | Né à Fort Walton Beach         |
| Asa Philip Randolph (1889-1979)   | Militant pour les droits civiques | Né à Crescent City             |
| Niki Taylor(1978-1995)            | Mannequin                         | Née à Miami                    |
| Niki Taylor (1975-)               | Mannequin                         | Née à Miami                    |
| Norman E. Thagard (1943-)         | Astronaute                        | Vit et travaille à Tallahassee |
| Jimmy Wales (1966-)               | Fondateur de Wikimedia Foundation | Habite à St. Petersburg        |